# Euryognathus bicoloratus
Euryognathus bicoloratus är en skalbaggsart som beskrevs av Wittmer 1976. Euryognathus bicoloratus ingår i släktet Euryognathus och familjen Phengodidae. Inga underarter finns listade i Catalogue of Life.